# محمد رستمی صفا
محمد رستمی صفا (زاده ۱۳۲۶)، کارآفرین اهل ایران و مالک گروه صنعتی رستمی‌صفا است. بنابر اعلام قوه قضائیه ایران، او در پرونده گروه رستمی‌صفا و به عنوان یکی از ابربدهکاران بانکی، به ۱۵ سال حبس تعزیری و رد مال به بانک‌های ایران نزدیک به ۱۸۱ میلیون یورو محکوم شده‌است.
رستمی‌صفا در طی سال‌های ۱۳۸۱ تا ۱۳۸۷ از طریق تأسیس شرکت‌ها و کارخانه‌های متعدد داخلی و خارجی، شروع به دریافت تسهیلات و اعتبارات ریالی و ارزی در داخل و خارج از ایران و از بانک‌های مختلف کرد و گروه صنعتی‌صفا، فعالیت خود را در دهه هشتاد در زمینه‌های مختلفی همچون صنایع فولاد، سازه‌های فلزی، صنعت پلیمر، سیم و کابل، نوشت‌افزار، صنایع غذایی و آموزش علمی کاربردی گسترش داد.

## اتهام‌های فساد مالی
رستمی صفا تا سال ۱۳۹۳ از استرداد تسهیلات ارزی و ریالی امتناع و بخش عمده‌ای از این تسهیلات را به خارج از کشور منتقل کرده بود، در اسفندماه همان سال علیه محمد رستمی صفا، شرکا و معاونین وی اعلام جرم صورت گرفت و در نهایت در اوایل سال ۱۳۹۴ بازداشت شد. پس از تشکیل پرونده، علی‌رغم اینکه دادسرای تهران به منظور جلوگیری از هرگونه اخلال در واحدهای تولیدی متعلق به رستمی صفا و وصول مطالبات بانک، فرصت بسیار زیاد در اختیار وی گذاشته بود، این فرد با دست‌آویزهای مختلف از انجام این مهم امتناع کرد تا اینکه پرونده اتهامی محمد رستمی صفا و سایرین با صدور کیفرخواست به شعبه دوم دادگاه ویژه رسیدگی به جرایم اقتصادی ارسال و ارجاع شد.
قاضی زرگر در دادگاه رستمی صفا ضمن اعلام رسمیت جلسه بیان کرد: «قراردادی که بسته شده و قولی که داده شده باید به آن عمل شود، بر اساس مدارک پرونده سال ۸۲ آخرین فرجه تسویه حساب بوده‌است اما اکنون در سال ۱۴۰۰ هنوز تسویه صورت نگرفته‌است. این پرونده از بزرگ‌ترین پرونده‌های بانکی کشور است که متهم ردیف اول و سایر متهمان از ابربدهکاران کلان هستند؛ گردش کار این پرونده از سال ۸۳ تنظیم شده‌است و طرف طلبکار و شکات این پرونده بانک‌های ملی، پارسیان، تجارت، توسعه صادرات و سپه هستند. در این پرونده برای ۷ نفر کیفرخواست صادر شده، بر این اساس متهمان برای تولید و واردات تسهیلاتی اخذ کردند اما با رفتارهای مجرمانه، صورت‌های مالی غیرواقعی، فاکتورهای جعلی و با تبانی با برخی از مدیران ارشد و میانی بانک‌ها کالایی وارد نکردند و بخش بزرگی از منابع ارزی و ریالی کشور به یغما رفته‌است. گروه رستمی صفا با رانت؛ میلیون‌ها یورو، درهم، دلار و ین گرفته‌اند. در بانک پارسیان بالغ بر ۷۶ میلیون یورو، ۷۵ میلیون دلار، ۲ میلیارد ین ژاپن و ۷ میلیون و ۶۰۰ هزار درهم اخذ شده‌است و حدود ۶۵ هزار میلیارد ریال از بانک پارسیان تسهیلات گرفته شده‌است. در خصوص بانک ملی در قالب اعتبار اسنادی ۹۴ میلیون یورو، ۴۹ میلیون دلار و ۳۹۵ میلیارد ریال اخذ شده‌است. در خصوص بانک تجارت ۵۵ میلیون یورو و ۲۳۵ میلیارد ریال اخذ شده‌است. در خصوص بانک سپه حدود ۹ میلیون و ۱۰۰ هزار دلار، ۵۳ میلیون یورو و بالغ بر ۶۰۰ میلیارد ریال اخذ شده‌است. در خصوص بانک توسعه صادرات بالغ بر ۶۷ میلیون یورو، بیش از ۸ میلیون دلار و ۳۲ میلیون دلار در قالب تسهیلات ارزی دریافت شده‌است که با جعل و صورت‌های مالی غلط بوده‌است.»
نماینده دادستان با تشریح اسامی و عناوین اتهامی متهمان این پرونده گفت: متهم ردیف اول محمد رستمی صفا مدیر عامل شرکت نورد متهم به مشارکت در اخلال در نظام پولی و ارزی کشور به نحو عمده از طریق قاچاق عمده ارزی با خروج غیرقانونی منابع ارزی دریافتی از بانک‌های شاکی به خارج از کشور از طریق ارائه اسناد غیرواقعی است. متهم ردیف دوم مهدی رستمی صفا و متهم ردیف سوم امیرحسین رستمی صفا متهم به مشارکت در اخلال در نظام پولی و ارزی کشور به نحو عمده از طریق قاچاق عمده ارز با خروج غیرقانونی منابع ارزی دریافتی از بانک‌های شاکی به خارج از کشور در قالب قراردادهای غیرواقعی هستند. متهم ردیف چهارم غلامحسین عباسی متهم به معاونت در اخلال نظام پولی و ارزی کشور به نحو عمده از طریق قاچاق عمده ارز با خروج غیرقانونی منابع ارزی دریافتی از بانک‌های شاکی به خارج از کشور است. در ادامه نماینده داستان گفت: متهمان ردیف‌های پنجم و ششم پرونده، آقایان توفیق مجدپور و مرتضی رمضانی قمی متهم هستند به مشارکت در اخلال در نظام پولی و ارزی کشور به نحو عمده از طریق قاچاق عمده ارز با خروج غیرقانونی منابع ارزی دریافتی از بانک‌های شاکی به خارج از کشور. جعفرزاده افزود: متهم ردیف هفتم پرونده حسین مصیب‌زاده متهم است به مشارکت در اخلال در نظام پولی و ارزی کشور به نحو عمده از طریق قاچاق عمده ارز با خروج غیرقانونی منابع ارزی دریافتی از بانک‌های شاکی به خارج از کشور در قالب قراردادهای غیرواقعی.

### ارتباط با فرزند معاون اول قوه‌قضائیه
در ۴ مهر ۱۴۰۲ خبرگزاری‌های متعدد از بازداشت فرزند محمد مصدق کهنموئی، معاون اول قوه‌قضائیه و رئیس دیوان عدالت اداری خبر دادند که در پرونده محمد رستمی صفا از او حمایت کامل کرده‌است. این پرونده در بخشی از پرونده محمد رستمی صفا مطرح می‌شود، ابربدهکاران بزرگ بانکی‌ای که هیچ بانکی هم از او شکایت نکرده بود.